# 100 meter för herrar i friidrott vid olympiska sommarspelen 1984
100 meter herrar vid olympiska sommarspelen 1984 i Los Angeles avgjordes 3-4 augusti. 

## Medaljörer
| Gren      | Guld             | Guld | Silver           | Silver | Brons                | Brons |
| 100 meter | Carl Lewis · USA | 9,99 | Sam Graddy · USA | 10,19  | Ben Johnson · Kanada | 10,22 |

## Resultat
- Q innebär avancemang utifrån placering i heatet.
- q innebär avancemang utifrån total placering.
- DNS innebär att personen inte startade.
- DNF innebär att personen inte fullföljde.
- DQ innebär diskvalificering.
- NR innebär nationellt rekord.
- OR innebär olympiskt rekord.
- WR innebär världsrekord.
- WJR innebär världsrekord för juniorer
- AR innebär världsdelsrekord (area record)
- PB innebär personligt rekord.
- SB innebär säsongsbästa.

### Försöksheat
Heat ett
| Placering | Namn                 | Nationalitet        | Tid   | Noteringar |
| --------- | -------------------- | ------------------- | ----- | ---------- |
| 1         | Carl Lewis           | USA                 | 10,32 |            |
| 2         | Tony Sharpe          | Kanada              | 10.38 |            |
| 3         | Mike McFarlane       | Storbritannien      | 10.47 |            |
| 4         | Hasely Crawford      | Trinidad och Tobago | 10.48 |            |
| 5         | Peter Van Miltenburg | Australien          | 10.55 |            |
| 6         | Vicente Daniel       | Moçambique          | 10.81 |            |
| 7         | Henry Ngolwe         | Zambia              | 10.94 |            |
| 8         | Paul Réneau          | Belize              | 10.96 |            |

Heat två
| Placering | Namn               | Nationalitet          | Tid   | Noteringar |
| --------- | ------------------ | --------------------- | ----- | ---------- |
| 1         | Allan Wells        | Storbritannien        | 10,32 |            |
| 2         | Mohamed Purnomo    | Indonesien            | 10.40 |            |
| 3         | José Javier Arqués | Spanien               | 10.42 |            |
| 4         | Marc Gasparoni     | Frankrike             | 10.47 |            |
| 5         | Marc Gasparoni     | Guatemala             | 10.84 |            |
| 6         | Barnabé Messomo    | Kamerun               | 10.98 |            |
| 7         | Charles Mbazira    | Uganda                | 11.03 |            |
| 8         | Mohamed Abdullah   | Förenade Arabemiraten | 11.11 |            |

Heat tre
| Placering | Namn                        | Nationalitet      | Tid   | Noteringar |
| --------- | --------------------------- | ----------------- | ----- | ---------- |
| 1         | Desai Williams              | Kanada            | 10,35 |            |
| 2         | Chidi Imoh                  | Nigeria           | 10.39 |            |
| 3         | Charles-Louis Seck          | Senegal           | 10.45 |            |
| 4T        | Christian Nenepath          | Indonesien        | 10.66 |            |
| 4T        | Henri Ndinga                | Kongo-Brazzaville | 10.66 |            |
| 6         | Abdullah Sulaiman Al-Akbary | Oman              | 10.86 |            |
| 7         | Inoke Bainimoli             | Fiji              | 11.15 |            |
| 8         | Daniel André                | Mauritius         | 11.19 |            |

Heat fyra
| Placering | Namn                   | Nationalitet             | Tid   | Noteringar |
| --------- | ---------------------- | ------------------------ | ----- | ---------- |
| 1         | Sumet Promna           | Thailand                 | 10,52 |            |
| 2         | Paul Narracott         | Australien               | 10.55 |            |
| 3         | Neville Hodge          | Amerikanska Jungfruöarna | 10.58 |            |
| 4         | Audrick Lightbourne    | Bahamas                  | 10.64 |            |
| 5         | Gus Young              | Jamaica                  | 10.64 |            |
| 6         | Bill Trott             | Bermuda                  | 10.76 |            |
| 7         | Kgosiemang Khumoyarano | Botswana                 | 11.49 |            |

Heat fem
| Placering | Namn             | Nationalitet   | Tid   | Noteringar |
| --------- | ---------------- | -------------- | ----- | ---------- |
| 1         | Sam Graddy       | USA            | 10,29 |            |
| 2         | Donovan Reid     | Storbritannien | 10.41 |            |
| 3         | Jürgen Evers     | Västtyskland   | 10.54 |            |
| 4         | Hiroki Fuwa      | Japan          | 10.56 |            |
| 5         | Philip Attipoe   | Ghana          | 10.60 |            |
| 6         | Jean-Yves Mallat | Libanon        | 10.83 |            |
| 7         | Markus Büchel    | Liechtenstein  | 10.98 |            |
| 8         | Clifford Mamba   | Swaziland      | 11.24 |            |

Heat sex
| Placering | Namn                  | Nationalitet | Tid   | Noteringar |
| --------- | --------------------- | ------------ | ----- | ---------- |
| 1         | Ray Stewart           | Jamaica      | 10,24 |            |
| 2         | Antoine Richard       | Frankrike    | 10.35 |            |
| 3         | Antonio Ullo          | Italien      | 10.36 |            |
| 4         | Paulo Roberto Correia | Brasilien    | 10.45 |            |
| 5         | Anthony Jones         | Barbados     | 10.69 |            |
| 6         | Oliver Daniels        | Liberia      | 10.76 |            |
| 7         | Muhammad Mansha       | Pakistan     | 10.87 |            |

Heat sju
| Placering | Namn             | Nationalitet             | Tid   | Noteringar |
| --------- | ---------------- | ------------------------ | ----- | ---------- |
| 1         | Ben Johnson      | Kanada                   | 10,35 |            |
| 2         | Yu Zhuanghui     | Kina                     | 10.53 |            |
| 3         | Bruno Marie-Rose | Frankrike                | 10.59 |            |
| 4         | Earl Haley       | Guyana                   | 10.74 |            |
| 5         | Julien Thode     | Nederländska Antillerna  | 10.92 |            |
| 6         | Ronald Russell   | Amerikanska Jungfruöarna | 11.02 |            |
| 7         | Denis Rose       | Seychellerna             | 11.04 |            |

Heat åtta
| Placering | Namn               | Nationalitet        | Tid   | Noteringar |
| --------- | ------------------ | ------------------- | ----- | ---------- |
| 1         | Ronald Desruelles  | Belgien             | 10,46 |            |
| 2         | Stefano Tilli      | Italien             | 10.48 |            |
| 3         | Fred Martin        | Australien          | 10.64 |            |
| 4         | Luís Barroso       | Portugal            | 10.76 |            |
| 5         | Gustavo Envela     | Ekvatorialguinea    | 10.79 |            |
| 6         | Oumar Fye          | Gambia              | 10.87 |            |
| 7         | Anthony Henry      | Antigua och Barbuda | 10.99 |            |
| 8         | Saidur Rahman Dawn | Bangladesh          | 11.25 |            |

Heat nio
| Placering | Namn              | Nationalitet | Tid   | Noteringar |
| --------- | ----------------- | ------------ | ----- | ---------- |
| 1         | Ron Brown         | USA          | 10,58 |            |
| 2         | Luis Morales      | Puerto Rico  | 10.60 |            |
| 3         | Nelson dos Santos | Brasilien    | 10.70 |            |
| 4         | Ralf Lübke        | Västtyskland | 10.70 |            |
| 5         | Collins Mensah    | Ghana        | 10.92 |            |
| 6         | Ivan Benjamin     | Sierra Leone | 11.13 |            |
| 7         | Johnson Kere      | Salomonöarna | 11.57 |            |

Heat tio
| Placering | Namn                 | Nationalitet    | Tid   | Noteringar |
| --------- | -------------------- | --------------- | ----- | ---------- |
| 1         | Norman Edwards       | Jamaica         | 10,57 |            |
| 2         | Dudley Parker        | Bahamas         | 10.65 |            |
| 3         | Kouadio Otokpa       | Elfenbenskusten | 10.72 |            |
| 4         | Pierfrancesco Pavoni | Italien         | 10.72 |            |
| 5         | Faraj Saad Marzouk   | Qatar           | 10.78 |            |
| 6         | Odiya Silweya        | Malawi          | 11.22 |            |
| 7         | Glen Abrahams        | Costa Rica      | 11.31 |            |

Heat elva
| Placering | Namn             | Nationalitet           | Tid   | Noteringar |
| --------- | ---------------- | ---------------------- | ----- | ---------- |
| 1         | Christian Haas   | Västtyskland           | 10,41 |            |
| 2         | Alfonso Pitters  | Panama                 | 10.50 |            |
| 3         | Katsuhiko Nakaya | Brasilien              | 10.55 |            |
| 4         | Bakary Jarjue    | Gambia                 | 10.68 |            |
| 5         | Sim Deok-Seop    | Sydkorea               | 10.72 |            |
| 6         | Guy Hill         | Brittiska Jungfruöarna | 11.11 |            |
| 7         | Aldo Salandra    | El Salvador            | 11.31 |            |

### Kvartsfinaler
Heat ett
| Placering | Namn             | Nationalitet        | Tid   | Noteringar |
| --------- | ---------------- | ------------------- | ----- | ---------- |
| 1         | Ben Johnson      | Kanada              | 10,41 |            |
| 2         | Donovan Reid     | Storbritannien      | 10.47 |            |
| 3         | Christian Haas   | Västtyskland        | 10.51 |            |
| 4         | Hasely Crawford  | Trinidad och Tobago | 10.56 |            |
| 5         | Antonio Ullo     | Italien             | 10.57 |            |
| 6         | Bruno Marie-Rose | Frankrike           | 10.60 |            |
| 7         | Paul Narracott   | Australien          | 10.60 |            |
| 8         | Alfonso Pitters  | Panama              | 10.63 |            |

Heat två
| Placering | Namn               | Nationalitet             | Tid   | Noteringar |
| --------- | ------------------ | ------------------------ | ----- | ---------- |
| 1         | Sam Graddy         | USA                      | 10,15 |            |
| 2         | Tony Sharpe        | Kanada                   | 10.33 |            |
| 3         | Norman Edwards     | Jamaica                  | 10.44 |            |
| 4         | Nelson dos Santos  | Brasilien                | 10.53 |            |
| 5         | Charles-Louis Seck | Senegal                  | 10.54 |            |
| 6         | Yu Zhuanghui       | Kina                     | 10.59 |            |
| 7         | Neville Hodge      | Amerikanska Jungfruöarna | 10.69 |            |

Heat tre
| Placering | Namn             | Nationalitet    | Tid   | Noteringar |
| --------- | ---------------- | --------------- | ----- | ---------- |
| 1         | Stefano Tilli    | Italien         | 10.39 |            |
| 2         | Ron Brown        | USA             | 10,40 |            |
| 3         | Marc Gasparoni   | Frankrike       | 10.56 |            |
| 4         | Sumet Promna     | Thailand        | 10.61 |            |
| 5         | Katsuhiko Nakaya | Brasilien       | 10.69 |            |
| 6         | Hiroki Fuwa      | Japan           | 10.75 |            |
| 7         | Philip Attipoe   | Ghana           | 10.78 |            |
| 8         | Kouadio Otokpa   | Elfenbenskusten | 10.80 |            |

Heat fyra
| Placering | Namn                  | Nationalitet   | Tid   | Noteringar |
| --------- | --------------------- | -------------- | ----- | ---------- |
| 1         | Ray Stewart           | Jamaica        | 10,30 |            |
| 2         | Allan Wells           | Storbritannien | 10.33 |            |
| 3         | Mohamed Purnomo       | Indonesien     | 10.43 |            |
| 4T        | José Javier Arqués    | Spanien        | 10.52 |            |
| 4T        | Peter Van Miltenburg  | Australien     | 10.52 |            |
| 6         | Antoine Richard       | Frankrike      | 10.53 |            |
| 7         | Paulo Roberto Correia | Brasilien      | 10.54 |            |
| 8         | Audrick Lightbourne   | Bahamas        | 10.59 |            |

Heat fem
| Placering | Namn           | Nationalitet   | Tid   | Noteringar |
| --------- | -------------- | -------------- | ----- | ---------- |
| 1         | Carl Lewis     | USA            | 10,04 |            |
| 2         | Desai Williams | Kanada         | 10.27 |            |
| 3         | Luis Morales   | Puerto Rico    | 10.35 |            |
| 4         | Mike McFarlane | Storbritannien | 10.36 |            |
| 5         | Chidi Imoh     | Nigeria        | 10.42 |            |
| 6         | Dudley Parker  | Bahamas        | 10.58 |            |
| 7         | Fred Martin    | Australien     | 10.61 |            |
| 8         | Jürgen Evers   | Västtyskland   | 10.69 |            |

### Semifinaler
Heat ett
| Placering | Namn            | Nationalitet   | Tid   | Noteringar |
| --------- | --------------- | -------------- | ----- | ---------- |
| 1         | Ray Stewart     | Jamaica        | 10,26 |            |
| 2         | Sam Graddy      | USA            | 10.27 |            |
| 3         | Donovan Reid    | Storbritannien | 10.32 |            |
| 4         | Ron Brown       | USA            | 10.34 |            |
| 5         | Desai Williams  | Kanada         | 10.34 |            |
| 6         | Christian Haas  | Västtyskland   | 10.41 |            |
| 7         | Marc Gasparoni  | Frankrike      | 10.49 |            |
| 8         | Mohamed Purnomo | Indonesien     | 10.51 |            |

Heat två
| Placering | Namn           | Nationalitet   | Tid   | Noteringar |
| --------- | -------------- | -------------- | ----- | ---------- |
| 1         | Carl Lewis     | USA            | 10,14 |            |
| 2         | Ben Johnson    | Kanada         | 10.42 |            |
| 3         | Mike McFarlane | Storbritannien | 10.45 |            |
| 4         | Tony Sharpe    | Kanada         | 10.52 |            |
| 5         | Luis Morales   | Puerto Rico    | 10.54 |            |
| 6         | Stefano Tilli  | Italien        | 10.55 |            |
| 7         | Norman Edwards | Jamaica        | 10.63 |            |
| 8         | Allan Wells    | Storbritannien | 10.71 |            |

### Final
Vind = 0.2 m/s
| Placering | Namn           | Nationalitet   | Tid   | Noteringar |
| --------- | -------------- | -------------- | ----- | ---------- |
| 1         | Carl Lewis     | USA            | 9,99  |            |
| 2         | Sam Graddy     | USA            | 10,19 |            |
| 3         | Ben Johnson    | Kanada         | 10,22 |            |
| 4         | Ron Brown      | USA            | 10,26 |            |
| 5         | Mike McFarlane | Storbritannien | 10,27 |            |
| 6         | Ray Stewart    | Jamaica        | 10,29 |            |
| 7         | Donovan Reid   | Storbritannien | 10,33 |            |
| 8         | Tony Sharpe    | Kanada         | 10,35 |            |